# Leucopogon imbricatus
Leucopogon imbricatus är en ljungväxtart som beskrevs av Robert Brown. Leucopogon imbricatus ingår i släktet Leucopogon och familjen ljungväxter. Inga underarter finns listade i Catalogue of Life.